# Weimarskamp
Weimarskamp ist ein Weiler der Gemeinde Bodenrode-Westhausen im Landkreis Eichsfeld in Thüringen.

## Lage
Die Ansiedlung liegt innerhalb der Gemarkung von Bodenrode am Fuße des Dün ungefähr vier Kilometer östlich von Heilbad Heiligenstadt, unmittelbar an der Kreuzung der Landesstraßen L 3080 und L 2020. Südlich entspringt der Springbach, der in Westhausen in die Leine mündet. Etwa einen halben Kilometer westlich befindet sich die Wüstung Hunrode.

## Geschichte
Der Name soll in der Zeit des Dreißigjährigen Krieges entstanden sein, als Soldaten des Herzogs Wilhelm von Weimar hier lagerten. Später entstanden an der alten Chaussee die ersten Gebäude. In der Mitte des 19. Jahrhunderts wurde das Gasthaus Zur Erholung gebaut, die in der Umgebung so bekannt wurde, dass bis heute der Ort landläufig noch Erholung genannt wird. Nördlich der im 18. Jahrhundert gebauten Chaussee steht das ehemalige Chausseehaus, an dem Wegegeld bezahlt werden musste. Haupterwerbsquelle für die Bewohner war bis in jüngste Zeit die Landwirtschaft. Bis Anfang des 20. Jahrhunderts gab es südlich der Chaussee eine Ziegelei für die Herstellung von Dachziegeln.